# Ademar de Salerno
Ademar (sau Adhemar), (în limba latină: Ademarius), (d. 861) a fost fiul principelui-uzurpator de Salerno, Petru.
Ademar a succedat la domnia principatului din 853.
Guvernarea lui Ademar nu s-a bucurat de popularitate. Contele de Capua, Lando I i-a redus treptat atât autoritatea princiară, cât și teritoriul. În 858, Ademar a trebuit să recurgă la ajutorul ducelui Guy I de Spoleto, care a solicitat în schimb valea râului Liri. 
În 861, o răscoală populară, condusă de Guaifer din familia Dauferizilor, l-a răsturnat pe Ademar de la putere și l-a întemnițat. El ar fi fost torturat și în cele din urmă orbit, iar Guaifer a fost ales pentru a-i lua locul.